# بوتاوروس
بوتاوروس (باللاتينية: Botaurus) هو جنس من طيور الواق، أعطي هذا الاسم لها من قبل عالم البيئة الإنجليزي جيمس فرانسيس ستيفنز بعد أن قام بتصنيفها فيما سماها الرحالة بلينيوس الأكبر باسم بوس نسبةً إلى الثور لأن صوته يشبه صوت خوار الثور، ينتشر هذا الجنس في عدة أماكن في العالم من أمريكا الشمالية وأمريكا الوسطى وأمريكا الجنوبية وأوروبا وآسيا وأستراليا وأسترالاسيا وتعتبر من الطيور المتنقلة والمهاجرة وتمتاز بريشها الاحمر والبني الثقيل وتتواجد بكثرة قرب مستنقعات وبحيرات القصب وتتغذى هذه الطيور على الأسماء والضفادع وعلى الحشرات.

## الأنواع
- واق أمريكي
- واق أوراسي
- واق ريشي
- واق أسترالي